# 5769 Michard
5769 Michard eller 1987 PL är en asteroid i huvudbältet som upptäcktes den 6 augusti 1987 av CERGA-observatoriet i Nice. Den är uppkallad efter den fransosen Raymond Michard.
Asteroiden har en diameter på ungefär 12 kilometer och den tillhör asteroidgruppen Eos.